# Jesús Flórez Beledo
Jesús Flórez Beledo (Madrid, 1936) es un médico español. Ha sido catedrático de Farmacología de la Facultad de Medicina de la Universidad de Cantabria y es un reconocido especialista en Síndrome de Down.

## Trayectoria profesional
En 1974 llegó como profesor agregado de Farmacología a la recién creada Facultad de Medicina de la entonces Universidad de Santander, hoy Universidad de Cantabria (1974-2007), y se convirtió en jefe del departamento de Farmacología clínica del Hospital Marqués de Valdecilla de Santander, el primero establecido en un hospital público español. En 1976 ganó la cátedra de Farmacología de dicha universidad y fue elegido primer decano de la facultad.
Doctor en Medicina y Cirugía (Universidad de Navarra, 1964) y en Farmacología (Dartmouth College, Estados Unidos, 1968). Fue profesor en Navarra (1962-1965, 1968-1971), Darmouth (1965-1968) y La Laguna (1971-1974) antes de recalar en la Universidad de Cantabria.
Becario de la fundación March (1970), ha presidido la Sociedad Española de Farmacología (1986-1989). A lo largo de su trayectoria ha recibido distinciones científicas y sociales como la medalla de Oro de la Cruz Roja Española o el premio Madame Lejeune. 
Ha colaborado en distintos medios de comunicación; destacaron sus columnas mensuales en El Diario Montañés.

## Estudioso de la discapacidad intelectual
Padre de dos hijas con discapacidad intelectual, María Victoria (1964) y Miriam (1976), puso su experiencia científica al servicio de la investigación y la divulgación en este campo. Autor de una serie de publicaciones sobre el Síndrome de Down, es presidente de la Fundación Iberoamericana Down21. Colaboró con su mujer, María Victoria Troncoso, licenciada en Derecho y especialista en Pedagogía Terapéutica, en la fundación en 1982 de la Fundación Síndrome de Down de Cantabria, una institución referente a nivel nacional e internacional en la inclusión de personas con esta enfermedad. En 2023, al recibir ambos el premio Madame Lejeune otorgado por la Fundación Jérôme Lejeune por su labor, subrayó sentirse "privilegiado" porque "Dios nos ha permitido comprender y disfrutar a través de nuestras hijas de la belleza de la variedad de la naturaleza humana".

## Vida personal
Está casado con María Victoria Troncoso y es padre de cuatro hijos, dos de los cuales nacieron con una discapacidad intelectual de origen genético. El matrimonio Flórez Troncoso ha dedicado su vida a la promoción de personas con discapacidad intelectual.
Es conde de Casa Flórez.

## Obra
- Farmacología Humana, EUNSA, Pamplona, 1980. Reeditado y reimpreso en varias ocasiones (la última edición, la sexta, de Elsevier Masson, data de 2014).
- Neurofarmacología fundamental y clínica, EUNSA, Pamplona, 1983.
- Terapéutica farmacológica del dolor, EUNSA, Pamplona, 1993.
- Terapéutica farmacológica: aparato digestivo (con Juan Vicente Esplugues Mota, Josep María Piqué Badía y Julio Ponce García), EUNSA, Pamplona, 1996.
- Evocaciones sobre la discapacidad (tres partes, 1999, 2004, 2012).
- El tratamiento farmacológico del dolor, Ars Médica, Barcelona, 2007.
- Síndrome de Down: neurobiología, neuropsicología y bienestar mental, Ciencias de la Educación Preescolar y Especial, Madrid, 2015.
- Psicoterapia y farmacoterapia en la discapacidad intelectual, Madrid, 2018.
- La vida adulta en el síndrome de Down, Santander, 2022.

## Distinciones
- Premio Madame Lejeune (España, 2023), compartido con su esposa María Victoria Troncoso
- Premio a la Mejor Trayectoria Científica en Farmacología (Sociedad Española de Farmacología, 2015)
- Exceptional Meritorious Service Award (National Down Syndrome Congress, Estados Unidos, 2015)
- Miembro honorario de la Trisomy 21 Research Society (París, Francia, 2015)
- Premio a la Trayectoria Docente e Investigadora del Consejo General de Colegios Oficiales de Médicos de España (Madrid, España, 2014)
- Premio “Familia y Discapacidad”, concedido a la familia Flórez Troncoso (Cátedra “Familia y Discapacidad", Universidad Pontificia de Comillas, Madrid, 2013)
- Medalla de Oro de la Cruz Roja Española (2008).
- Medalla de Oro del Colegio Oficial de Médicos de Cantabria (2007)
- Medalla de Plata de la Universidad de Cantabria (2007)
- Premio internacional a la dedicación sobre el síndrome de Down (I Congreso Iberoamericano sobre síndrome de Down, Buenos Aires, Argentina, 2007)
- Premio Christian Pueschel a la investigación científica en el Síndrome de Down (National Down Syndrome Congress, Estados Unidos, 2005)
- I Premio al Voluntariado de la Consejería de Sanidad y Consumo del Gobierno de Cantabria
- VIII Premio “Ramón Trías Fargas” a la investigación científica sobre el síndrome de Down (Fundación Catalana Síndrome Down, Barcelona, 2003)
- II Premio “Jaime Blanco” a la investigación científica sobre el Síndrome de Down (Fundación Síndrome de Down de Madrid, 2002)
- Premio Grünenthal por su dedicación a la investigación y la enseñanza en el área del Dolor (2002)
- Premio Nacional “Galien” a la investigación científica (España)
- I Premio de Farmacología (Fundación Esteve, Barcelona)
- Montañés del Año, Ateneo de Santander (Santander)
- Premio Nacional de las Ciencias (Fundación CEOE, Madrid)